# ثينك باد يوجا
ثينك باد يوجا (بالإنجليزية: ThinkPad Yoga)‏ هو كمبيوتر حاسوب 2 في 1 قابل للتحويل موجه للأعمال من إنتاج شركة لينوفو تم الكشف عنه في سبتمبر 2013 في معرض IFA في برلين - ألمانيا . تم إصداره في الولايات المتحدة في نوفمبر 2013 - حتى الآن .

## وصلات خارجية
- الموقع الرسمي